# The Iron Man: A Musical
The Iron Man: The Musical by Pete Townshend, lançado em 1989, é uma adaptação do livro infantil de Ted Hughes The Iron Man, produzida e gravada por Pete Townshend do The Who. Apresenta participações de Roger Daltrey, Deborah Conway, John Lee Hooker e Nina Simone.
Os então três integrantes remanscentes do Who (Daltrey, Entwistle e Townshend), gravaram juntos duas canções, "Dig" e "Fire". "A Friend is a Friend" e "I Won't Run Anymore" foram lançadas como singles; "Fire" foi também lançada como cópia promocional nos Estados Unidos. 
Uma versão teatral foi montada no Young Vic em Londres em 1993. Aproveitando a oportunidade, a Warner adaptou a história para o cinema, que recebeu o nome de The Iron Giant. No filme, Townshend foi creditado como "produtor-executivo". 

## Personagens
- Hogarth: Pete Townshend
- The Vixen: Deborah Conway
- The Iron Man: John Lee Hooker
- The Space Dragon: Nina Simone
- Hogarth's Father: Roger Daltrey
- The Crow: Chyna
- The Jay: Nicola Emmanuel
- The Frog: Billy Nicholls
- The Owl: Simon Townshend
- The Badger: Cleveland Watkiss

## Faixas
Todas as canções compostas por Pete Townshend, exceto onde listado 
1. "I Won't Run Anymore" – 4:51 Vocais por Pete Townshend e Deborah Conway
2. "Over the Top" – 3:31 Vocais por John Lee Hooker
3. "Man Machines" – 0:42 Vocais por Simon Townshend
4. "Dig" – 4:07 Gravada pelo The Who
5. "A Friend is a Friend" – 4:44 Vocais por Pete Townshend
6. "I Eat Heavy Metal" – 4:01 Vocais por John Lee Hooker
7. "All Shall Be Well" – 4:02 Vocais por Pete Townshend, Deborah Conway e Chyna
8. "Was There Life" – 4:19 Vocais por Pete Townshend
9. "Fast Food" – 4:26 Vocais por Nina Simone
10. "A Fool Says" – 2:51 Vocais por Pete Townshend
11. "Fire" (Arthur Brown, Vincent Crane, Mike Finesilver, Peter Ker) – 3:47 Gravada pelo The Who
12. "New Life/Reprise" – 6:00 Vocais por Chyna, Pete Townshend e Nicola Emmanuel

### Faixas bônus

#### EUA
Incluídas na versão lançada em CD em 2006 nos EUA.
1. "Dig" (versão estendida, com vocais por Simon Townshend) – 4:09
2. "Man Machines" (versão estendida) – 4:34
3. "I Eat Heavy Metal" (demo) – 4:04

#### Japão
1. "A Friend is a Friend" (ao vivo no Fillmore West, 1996)
2. "All Shall Be Well" (ao vivo no Fillmore West, 1996)